# Tronos de Astarte
Os Tronos de Astarte são aproximadamente uma dúzia de tronos de "querubins" ex-voto encontrados em antigos templos fenícios no Líbano, em particular em áreas ao redor de Sidon, Tiro e Umm al-Amad. Muitos dos tronos têm um estilo semelhante, com cabeças de querubins em corpos de leões alados de cada lado. Imagens dos tronos são encontradas em locais fenícios ao redor do Mediterrâneo, incluindo uma placa de marfim de Tel Megiddo (Israel), um relevo de Hadrumetum (Tunísia) e um escaravelho de Tharros (Itália).